# Deborah Jin
Deborah S. Jin, född 15 november 1968, död 15 september 2016 i  Boulder, Colorado, var en amerikansk fysiker vid National Institute of Standards and Technology.
Jin utexaminerades från Princeton University 1990 och blev 1995 filosofie doktor i fysik vid University of Chicago. År 2003 tillverkade Jins arbetslag på JILA för första gången ett fermioniskt kondensat.

## Utmärkelser i urval
- "Research Leader of the Year" utdelad år 2004 av Scientific American.[2]
- Isaac Newton Medal utdelad år 2014 av Institute of Physics. [3]
- Comstockpriset i fysik år 2014. [4]